# Ljubov
Ljubov (russisk: Любовь) er en sovjetisk spillefilm fra 1991 af Valerij Todorovskij.

## Medvirkende
- Jevgenij Mironov som Sasja
- Natalja Petrova som Marija
- Dmitrij Marjanov som Vadim
- Tatjana Skorokhodova som Marina
- Natalja Vilkina